# Neoperla ignatiana
Neoperla ignatiana és una espècie d'insecte plecòpter pertanyent a la família dels pèrlids.